# Megacerops
A Megacerops (nagy szarv pofájú) az emlősök (Mammalia) osztályának a páratlanujjú patások (Perissodactyla) rendjébe, ezen belül a Brontotheriidae családjába és a Brontotheriinae alcsaládjába tartozó nem.

## Rendszertani besorolásuk

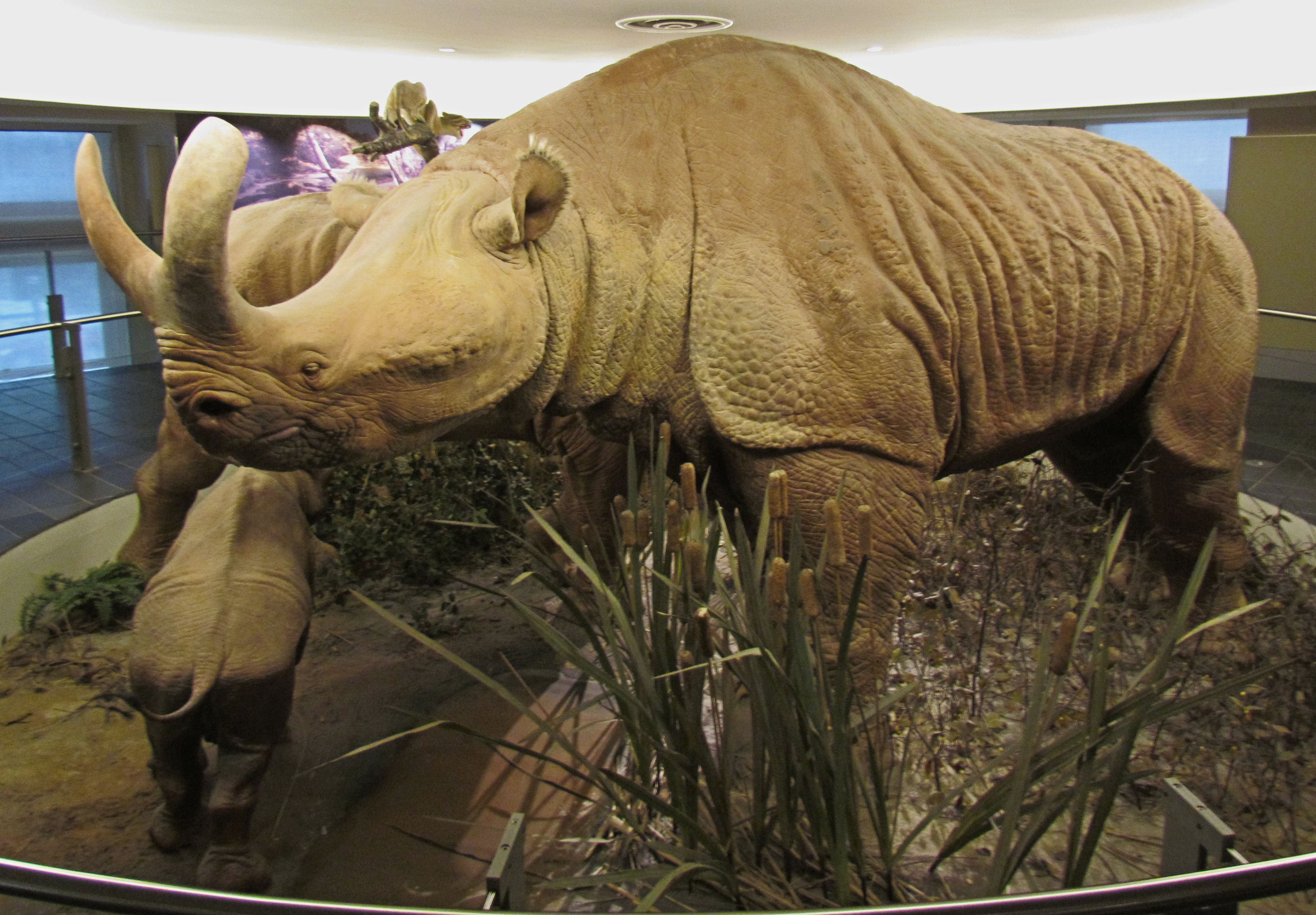
Modellek egy Megacerops csordáról

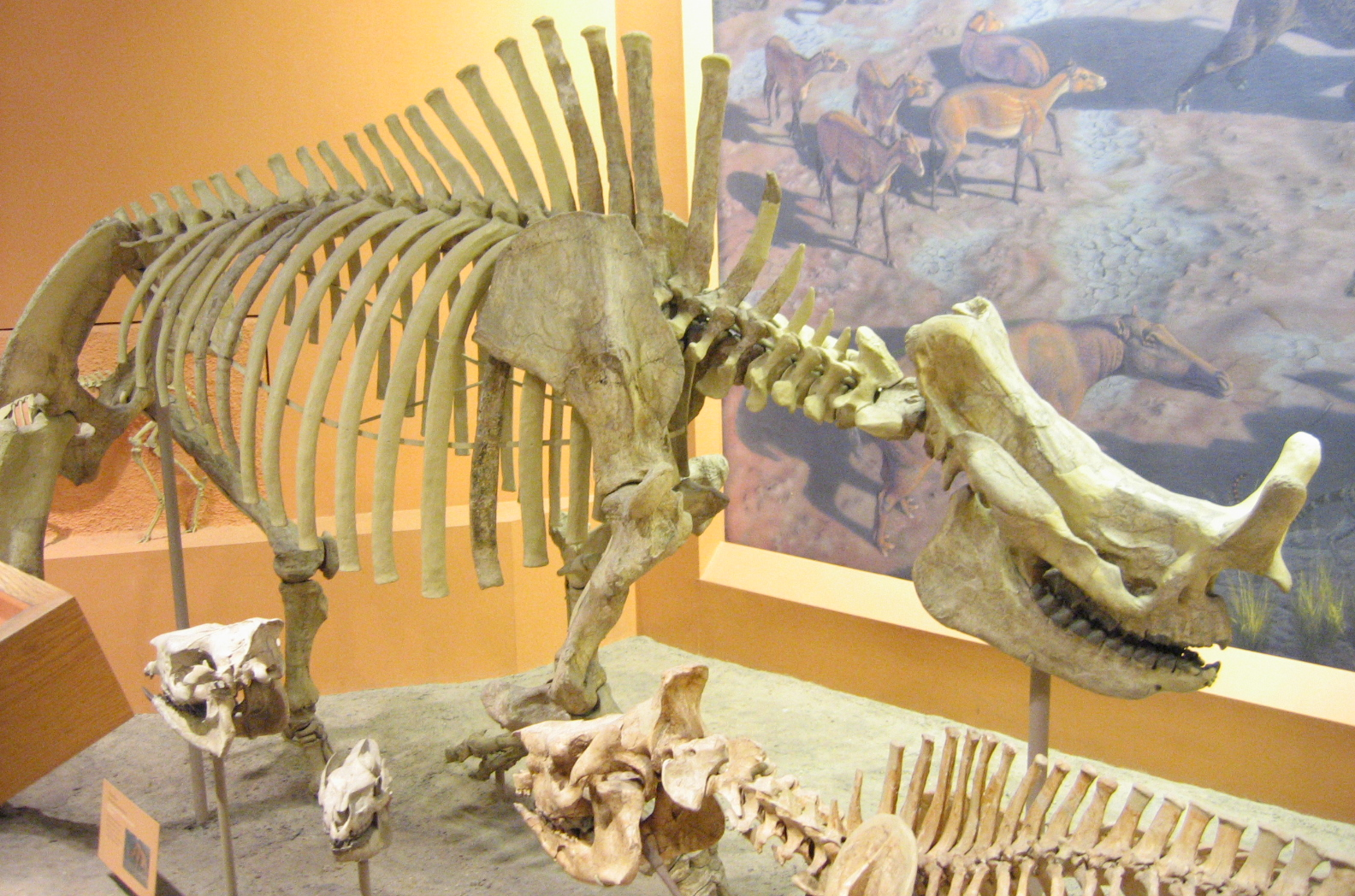
Csontváza

Ezt a nemet Joseph Leidy amerikai őslénykutató alkotta meg 1870-ben. A Megacerops nem típusfaja a Megacerops coloradensis. 1967-ben Clark és Beerbower átnevezték a nemet Menodus-ra. 1870-ben, ez emlősnem megalkotásákor Leidy besorolta a Brontotheriidae családba. A Megaceropsok idetartozását 1988-ban Carroll, 1989-ben és 1998-ban Mader is megerősítették.
Mihlbachler és társai szerint a következő nemek fajai is a Megacerops nembe tartoznak: Menodus, Brontotherium, Brontops, Menops, Ateleodon és Oreinotherium.

## Előfordulásuk
A Megacerops-fajok Észak-Amerika területén éltek, az eocén kor végén, körülbelül 38-33,9 millió évvel ezelőtt. Körülbelül 4,1 millió éven át léteztek.

## Rendszerezés
A nembe az alábbi 6 faj tartozik:
- Megacerops coloradensis (típusfaj)[6]
- Megacerops curtus
- Megacerops hatcheri
- Megacerops kuwagatarhinus
- Megacerops osborni
- Megacerops platyceras

### Típusfaja
A Megacerops coloradensis (korábbi nevén Brontotherium) terjedelmes teste akkora volt, mint egy orrszarvúé, noha a vaskos nyakon ülő fej kicsinek tűnt. A legfurcsább és legszembetűnőbb sajátossága a nagy, villás szarv a fej elején. A hímek szarva nagyobb volt, mint a nőstényeké, ezért valószínűleg pózolásra használták, amikor élelemért, territóriumért vagy párjukért vetélkedtek. Feltehetően nem használták ragadozók elleni védekezésre, mivel puszta méretük elég védelmet jelenthetett. Körülbelül 33 millió évvel ezelőtt tűntek el a Föld színéről.

## Megjelenésük

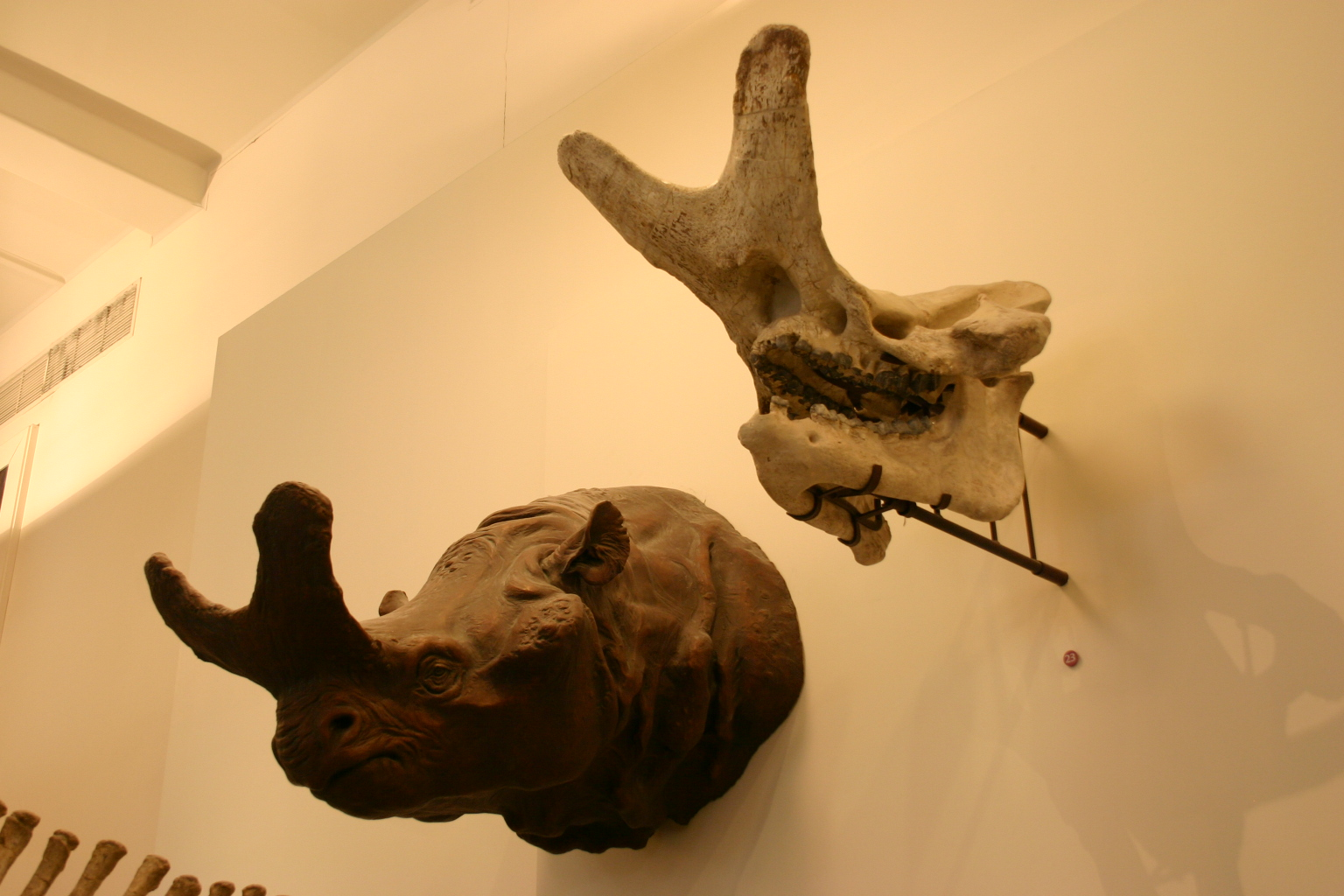
Modell és koponya; jól látszanak az Y alakú szarvak

Ezeknek az orrszarvúakra emlékeztető állatoknak a pofáján Y alakú, tompa végű szarv ült. A különböző fajok test- és szarvmérete, fajonként változó volt. A legnagyobb fajok mérete megegyezett az erdei elefántéval (Loxodonta cyclotis), a mai harmadik legnagyobb szárazföldi emlősével. Gregory S. Paul szerint az egyik felfedezett példány 3,3 tonnát nyomhatott.
A válltájékán a gerincéből további nyúlványok nőttek ki, amelyekre erős izmok rögzültek, hogy az állat elbírhassa a nehéz fejét. Növényevőként valószínűleg húsos ajkakkal és hosszú nyelvvel rendelkezett. Fogazatának alakja arra hagy következtetni, hogy a Megacerops puha növényi szárakkal és levelekkel táplálkozott, és nem szívós, kemény növényzettel.

## Életmódja

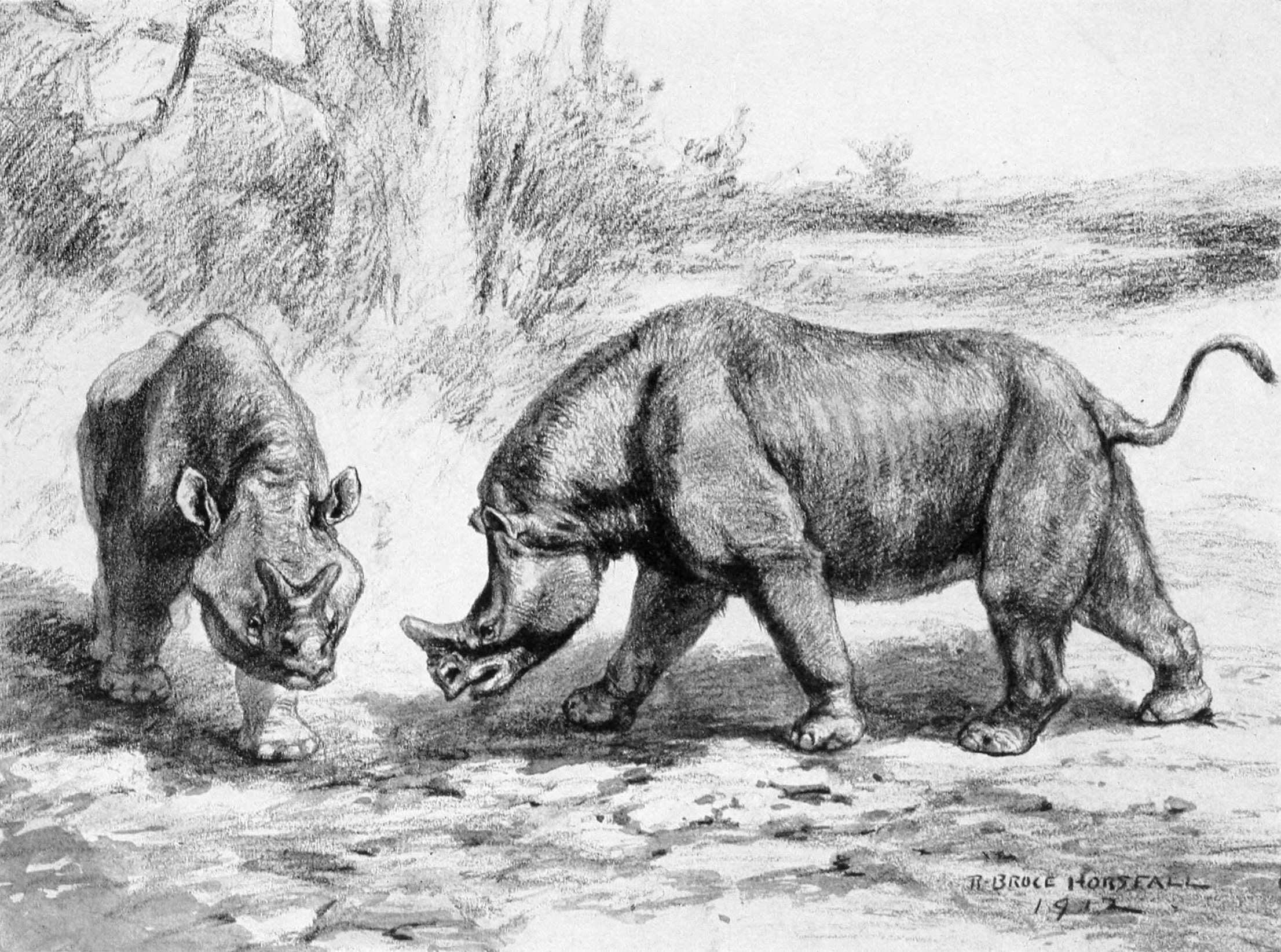
Rajz harcoló hímekről

Az egyik felfedezett felnőtt hím maradványához tartozó egyik borda részben össze van forrva, ami arra hagy következtetni, hogy a Megacerops-fajok hímei hevesen küzdödtek egymással. Mivel igen nagytestű állatokról van szó, nem valószínű, hogy ezt a sérülést egy ragadozó állat okozhatta. Az öreg és sérült állatokat, valamint a borjakat a Creodonták és az ál-kardfogú macskák (Nimravidae) veszélyeztették.

## Felfedezésük
A Megacerops-fajok maradványai az észak-amerikai préri államokból kerültek elő, főleg Dél-Dakota és Nebraska államokból. Több Amerikai Egyesült Államokbeli és kanadai múzeumban is láthatók ez állatok csontvázai, illetve a róluk készült modellek.
A nagy esőzések miatt, korábban is felszínre kerültek e hatalmas állatok kövületei. A sziú indiánok azt hitték, hogy ezek az állatok okozzák a villámot és a dörgést, amikor is a felhők fölött szaladnak, éppeg ezért elnevezték ezeket „villámlovaknak”. A sziúk által felfedezett maradványok, azokhoz a csordákhoz tartoztak, amelyeket a Sziklás-hegység korábbi tűzhányói öltek meg.

### Fordítás
- Ez a szócikk részben vagy egészben  a   Megacerops című angol Wikipédia-szócikk ezen változatának fordításán alapul.  Az eredeti cikk szerkesztőit annak laptörténete sorolja fel. Ez a jelzés csupán a megfogalmazás eredetét és a szerzői jogokat jelzi, nem szolgál a cikkben szereplő információk forrásmegjelöléseként.